# Слуда (Владимирская область)
Слуда — деревня в Юрьев-Польском районе Владимирской области России, входит в состав Небыловского сельского поселения.

## География
Деревня расположена в 7 км на северо-запад от центра поселения села Небылое и в 24 км на юго-восток от райцентра города Юрьев-Польский.

## История
В 1782 году деревня входила в состав Кузминской волости Юрьевского уезда. В 1834 году деревня входила в состав Чековской волости Владимирского уезда. К середине XIX века входила в состав Лыковского сельского общества Петраковской волости Владимирского уезда. В конце XIX — начале XX века — входила в состав Чековской и Андреевской волостей Владимирского уезда.
1782 год. Всего душ мужского пола — 140, женского пола — 158.
1795 год. Всего душ мужского пола — 139, женского пола — 141.
1816 год. Всего душ мужского пола — 146, женского пола — 160.
1857 год. Слуда, деревня казенная: число дворов — 51; число душ по 8 ревизии: мужского пола — 153, женского пола — 165; число душ по 9 ревизии: мужского пола — 158, женского пола — 165; действительное население: мужского пола — 160, женского пола — 163; занимаются хлебопашеством. 3 ветряных мельницы. В 1859 году в деревне числилось 55 дворов, в 1905 году — 86 дворов.
Школа грамоты открыта в 1886 году.
В конце XIX — начале XX века деревня относилась к приходу Покровской церкви села Лыкова.
С 1929 года деревня входила в состав Небыловского сельсовета Юрьев-Польского района, с 1935 — в составе Небыловского района, с 1963 года — вновь в составе Юрьев-Польского района, с 2005 года деревня в составе Небыловского сельского поселения.

## Население
| 1859 | 1905 | 1926 | 2002 | 2010 | 2021 |
| ---- | ---- | ---- | ---- | ---- | ---- |
| 361  | ↗589 | ↘486 | ↘6   | ↘0   | →0   |